# Жди мене, Анна
«Жди мене, Анно» (рос. «Жди меня, Анна») — білоруський радянський художній фільм 1969 року режисера Валентина Виноградова за повістю Юрія Нагібіна «Далеко від війни».

## Сюжет
Німецько-радянська війна. В портове місто на Волзі приїжджає спеціальний кореспондент столичної газети, щоб написати нарис про відому кранівницю. Втративши на війні батьків, Аня, як і багато її однолітки, потрапила в дитбудинок, звідки разом з іншими дітьми була евакуйована...

## У ролях
- Ролан Биков
- Віктор Чекмарьов
- Валентин Гафт
- Олег Янковський
- Ольга Аросєва
- Світлана Жгун

## Творча група
- Сценарій: Юрій Нагібін
- Режисер: Валентин Виноградов
- Оператор: Юрій Марухін
- Композитор: